# Stazione di Numata
La stazione di Numata (沼田駅?, Numata-eki) è una stazione ferroviaria della città di Numata, nella prefettura di Gunma della regione del Kantō, in Giappone. Presso questa stazione passa la linea Jōetsu della JR East e il treno turistico a vapore SL Numata.

## Linee e servizi
East Japan Railway Company
■ Linea Jōetsu

## Struttura
La stazione è dotata di un marciapiede a isola e uno laterale con tre binari passanti.
| 1   | ■ Linea Jōetsu | per Shibukawa, Takasaki, Ōmiya e Ueno         |
| 2-3 | ■ Linea Jōetsu | per Minakami, Koide, Urasa, Nagaoka e Niigata |

## Stazioni adiacenti
| «            | Servizio     | »            |
| Linea Jōetsu | Linea Jōetsu | Linea Jōetsu |
| ------------ | ------------ | ------------ |
| Iwamoto      | -            | Gokan        |